# Henry Cole
Sir Henry Cole (Bath, 15 luglio 1808 – Londra, 18 aprile 1882) è stato un designer e imprenditore inglese.

## Biografia
Fu promotore di diversi progetti per l'affermazione del design, pubblicò per 3 anni il Journal of Design. Stretto collaboratore del principe Alberto, organizzò la grande Esposizione universale di Londra del 1851.
Nel 1852 fondò il Victoria and Albert Museum di Londra e ne fu nominato direttore. Influenzò con il suo pensiero la produzione industriale dell'epoca e formò intorno a sé un gruppo di artisti impegnati nello studio della produzione industriale. A lui si attribuisce anche il merito di aver coniato l'espressione "Art Manufacturer", intendendo con tale termine una figura professionale all'interno dell'industria inglese che è possibile tradurre in artista-fabbricante che oggi chiameremmo designer.
La sua carriera terminò con la nomina ufficiale di "sole segretary of the department of design". Questo ruolo gli permise di soprintendere a tutte le scuole di disegno inglesi.